# Národní galerie (Londýn)
Národní galerie (anglicky National Gallery) v Londýně je sbírka obrazů starých mistrů, jejíž budova se nachází na severní straně Trafalgarského náměstí. Národní galerie byla založena roku 1824. Najdeme zde více než 2300 obrazů z období mezi lety 1250 a 1900 z národní umělecké sbírky Velké Británie. Sbírka Národní galerie patří veřejnosti Spojeného království a vstup na hlavní expozice je zdarma. Národní galerie je po Louvru, Metropolitním muzeu umění, Britském muzeu a Tate Gallery pátým nejnavštěvovanějším muzeem umění na světě.

## Význam galerie

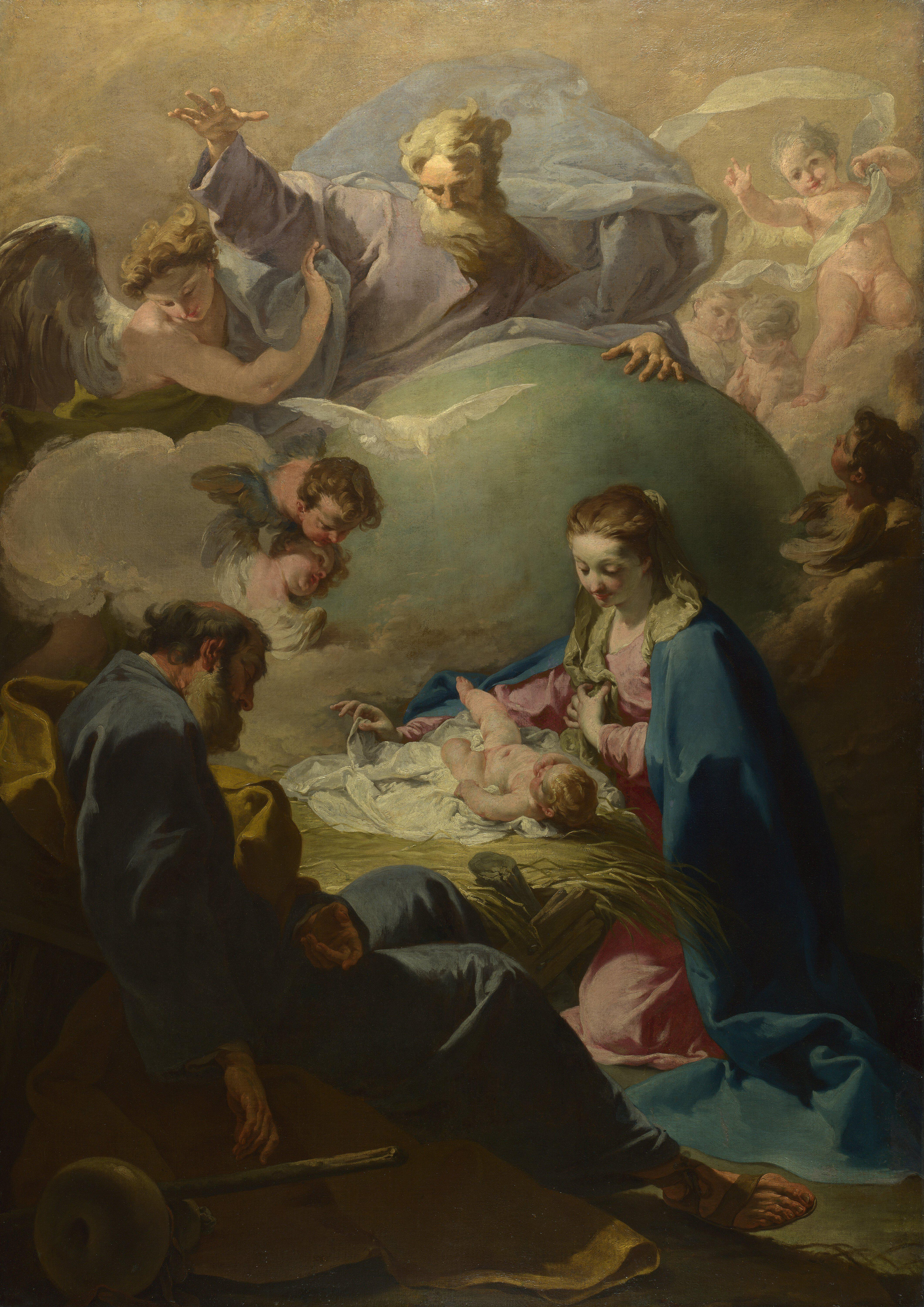
The Nativity with God the Father and the Holy Ghost, Giambattista Pittoni, 1740

Národní galerie, na rozdíl od podobných významných muzeí na evropském kontinentu, nevznikla zestátněním existujících královských a šlechtických uměleckých sbírek. Vznikla v roce 1824, když britská vláda zakoupila 38 obrazů od dědiců Johna Julia Angersteina, pojišťovacího makléře a mecenáše umění. Následně utvářeli sbírku hlavně první ředitelé Národní galerie, zejména sir Charles Lock Eastlake, a soukromé dary, které tvoří dvě třetiny sbírky.
Výsledná sbírka je ve srovnání s mnoha evropskými národními galeriemi relativně malá počtem exponátů, ale má široký záběr a výjimečnou kvalitu. Většina hlavních směrů západního malířství je zastoupena významnými mistrovskými díly. Dříve se tvrdilo, že Národní galerie je jedna z mála národních galerií, které mají vystaveny veškeré své exponáty, v současnosti to však již neplatí.
Dnešní budova Národní galerie, v pořadí třetí, byla postavena Williamem Wilkinsem v období mezi lety 1832 a 1838. Z té doby se nezměněné zachovalo pouze hlavní průčelí budovy, jelikož byly k budově postupem času přistavovány další části. Wilkinsova budova byla často terčem kritiky kvůli estetickým nedokonalostem a nedostatku prostoru, druhý z problémů vedl roku 1897 k založení Tate Gallery, kde jsou vystavena díla moderních britských umělců. Budova Národní galerie byla později rozšířena hlavně E. M. Barrym a Robertem Venturim. Sainsburyho západní křídlo projektované Robertem Venturim a jeho manželkou Denise Scott Brown je příkladem postmoderní architektury v Británii. Současným ředitelem Národní galerie je Nicholas Penny.

## Historie

### Potřeba vzniku Národní galerie
V 18. století došlo v mnoha evropských zemích ke znárodnění královských nebo šlechtických uměleckých sbírek. Bavorská královská sbírka (dnes ve Staré pinakotéce v Mnichově) byla veřejnosti zpřístupněna v roce 1779, sbírka Medicejských ve Florencii ji následovala roku 1789 (jako Galerie Uffizi) a Francouzskému muzeu umění v Louvru daly původně královské sbírky vzniknout v roce 1793. Velká Británie však nenapodobila příklad kontinentální Evropy a britské královské sbírky zůstaly dodnes ve vlastnictví královské rodiny.
V roce 1777 měla britská vláda možnost zakoupit uměleckou sbírku mezinárodního rozsahu, když potomci sira Roberta Walpola nabídli k prodeji jeho sbírku. Poslanec John Wilkes naléhal, aby vláda tento „nedocenitelný poklad“ zakoupila, a navrhoval, že by měl být uložen v „okázalé galerii…zbudované v prostorných zahradách Britského muzea“. Z Wilkesova návrhu však nakonec nic nebylo a o dvacet let později zakoupila kompletní sbírku Kateřina Veliká, dnes je možné si sbírku prohlédnout v Ermitáži v Petrohradu.

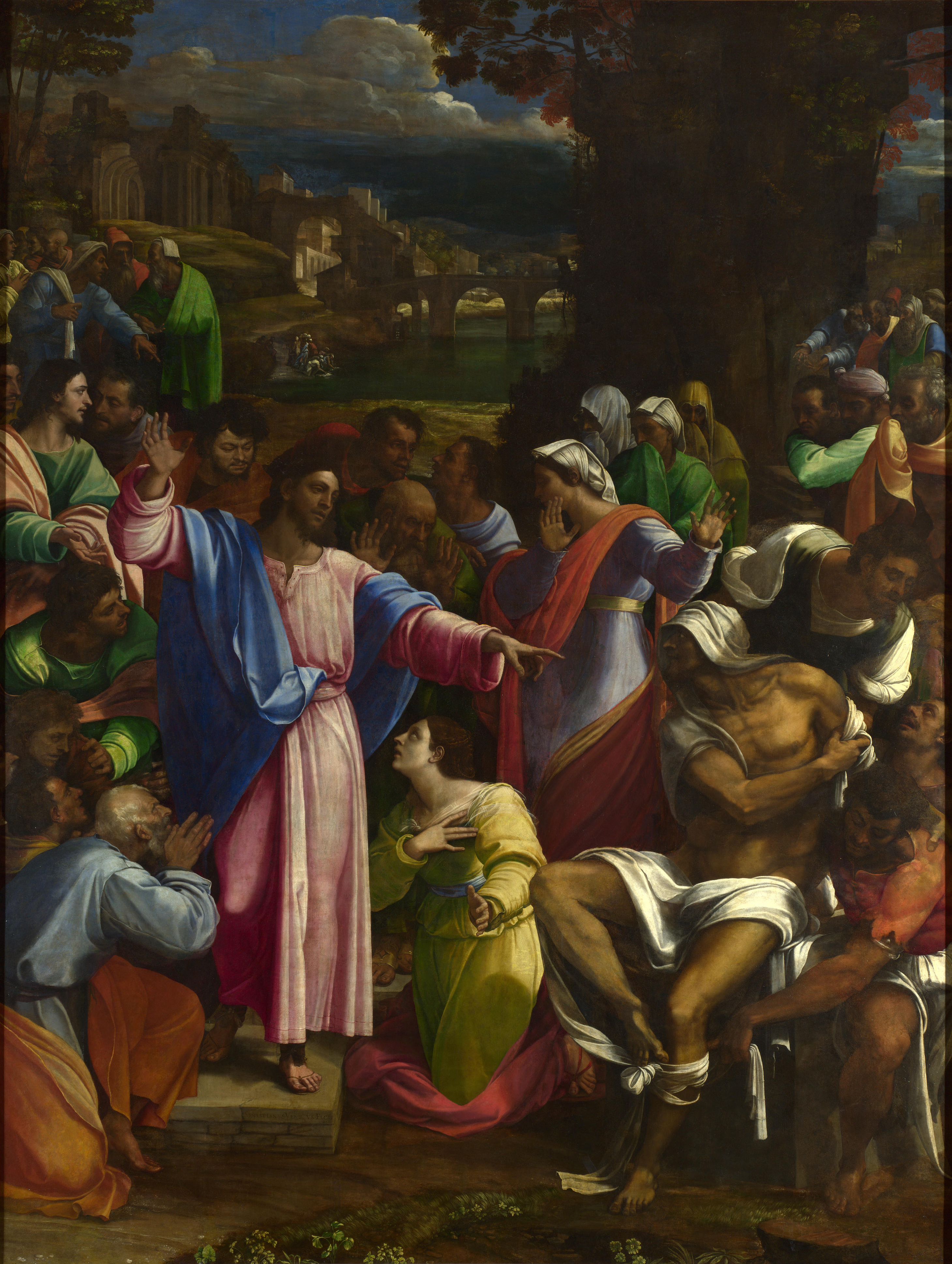
Vzkříšení Lazara od Sebastiana del Piomba, první obraz sbírky

Plán získat 150 obrazů ze sbírky Filipa II. Orleánského, které byly v Londýně v roce 1798 nabízeny k prodeji, navzdory zájmu panovníka a premiéra Williama Pitta mladšího, selhal. V roce 1799 nabídl britské vládě obchodník Noel Desenfans kompletně připravenou národní sbírku, kterou spolu se sirem Francisem Bourgeoisem původně sestavili pro polského krále, ještě před Třetím dělením Polska, které v roce 1795 znemožnilo nezávislost Polska. Tato nabídka byla odmítnuta a Bourgeois sbírku nakonec odkázal Dulwich College, kde studoval. Sbírka byla vystavena v roce 1814 v Obrazárně v Dulwich, v první britské veřejné galerii, která byla s tímto záměrem postavena. Skotský obchodník William Buchanan a další sběratel umění Joseph Truchsess, shromažďovali umělecké exponáty, které zamýšleli jako základ národní sbírky, ale jejich nabídky (obě v roce 1803) byly také zamítnuty.
Po prodeji Walpolovy sbírky mnoho umělců, mezi nimi James Barry a John Flaxman, opakovaně upozorňovali na nutnost Národní galerii založit, tvrdili, že přístup ke klíčovým dílům evropského malířství by mohl britskou malířskou škola jedině obohatit.
V roce 1823 se na trh dostala další významná umělecká sbírka, kterou po sobě zanechal zesnulý John Julius Angerstein. Angerstein byl bankéř ruského původu žijící v Londýně, jeho sbírka čítala na 38 obrazů a obsahovala například díla od Raffaela nebo obraz Svatba dle módy od Williama Hogartha. George Agar Ellis, ze strany Whigů, navrhl 1. července roku 1823, aby dolní sněmovna parlamentu tuto sbírku zakoupila. Výzva byla podpořena nabídkou sira Beaumonta, který měl dvě podmínky, za prvé, aby vláda zakoupila Angersteinovu sbírku, a za druhé, aby byly nalezeny vhodné výstavní prostory. Neočekávané splacení válečného dluhu Rakouskem nakonec přimělo vládu, aby Angersteinovu sbírku koupila, a to za cenu 57 000 liber.

### Založení galerie a její raná historie
Národní galerie byla veřejnosti otevřena 10. května roku 1824, nacházela se v Angersteinově bývalém domě, v čísle popisném 100 na třídě Pall Mall. V roce 1826 byla k původní umělecké sbírce přidána díla, která věnoval sir George Beaumont a v roce 1831 odkázal galerii 35 obrazů William Holwell Carr. Chod galerie zprvu zajišťoval pouze správce William Seguier, v červenci 1824 připadly některé povinnosti nově vytvořené dozorčí radě. Národní galerie na třídě Pall Mall bývala často přeplněná a její velikost, ve srovnání s pařížským Louvrem, byla zdrojem rozpaků a studu.
Kvůli propadům v čísle 100 byla galerie dočasně přemístěna do čísla 105, tato budova však musela být později stržena kvůli výstavbě nové ulice.
V roce 1832 začal William Wilkins s konstrukcí nové budovy na místě bývalých Královských stájí v Charing Cross, v oblasti, ze které se v průběhu 20. let 19. století stalo Trafalgarské náměstí. V období mezi lety 1837 a 1868 sloužilo východní křídlo budovy jako sídlo Královské akademie umění.

### Rozšiřování sbírek Národní galerie
Jádrem kolekce se staly obrazy italských mistrů z 15. a 16. století. Akvizice během následujících 30 let se soustředily na díla vrcholné renesance.
V polovině 19. století se změnil názor na to, jaká díla pořizovat. Dolní sněmovna navrhla, že by měl být jmenován ředitel Národní galerie, jehož pravomoc by převyšovala dozorčí radu. Mnozí se domnívali, že tato pozice připadne německému historikovi umění Gustavu Friedrichu Waagenovi, se kterým již galerie v minulosti spolupracovala. Nicméně královna Viktorie, princ Albert a premiér Lord Russell se shodli, že vhodným mužem na tento post je správce umělecké sbírky sir Charles Lock Eastlake, který byl zároveň předsedou Královské akademie umění.
Charles Eastlake nechal nakoupit díla z raně renesančního období, které nebylo ve sbírkách zastoupeno. Eastlake podnikal každoročně cesty do Evropy a především do Itálie, kde hledal vhodná díla, která by obohatila sbírky Národní galerie. Celkově zakoupil 148 pláten v zahraničí a 46 v Británii, mezi nimi například klíčové dílo Bitva u San Romana od Paola Uccella. Eastlake zároveň shromáždil soukromou sbírku děl, která by dozorčí radu dle jeho názoru nezaujala. Jeho cílem však bylo, aby se tato díla do sbírky Národní galerie dostala, což se uskutečnilo po jeho smrti díky iniciativě jeho přítele a nového ředitele Williama Boxalla.
V tomto období se Národní galerie nadále potýkala s nedostatkem prostoru. V roce 1845 odkázal galerii rozsáhlou sbírku britského výtvarného umění Robert Vernon, nicméně ve Wilkinsově budově pro ni nebylo místo, takže musela být vystavována ve Vernonově domě (Pall Mall, č. p. 50) a později v sídle Marlborough House. Tím méně byla Galerie vybavena na další velký příspěvek - více než 1 000 děl J. M. W. Turnera, která odkázal po své smrti roku 1851 britskému národu. Tato situace nakonec vedla v roce 1897 k založení Národní galerie britského umění (Tate Gallery), kde byly umístěny obrazu umělců narozených po roce 1790.
Třetí ředitel sir Frederick William Burton položil základy kolekce umění 18. století a uskutečnil několik významných nákupů ze soukromých sbírek anglických sběratelů.

### 20.století

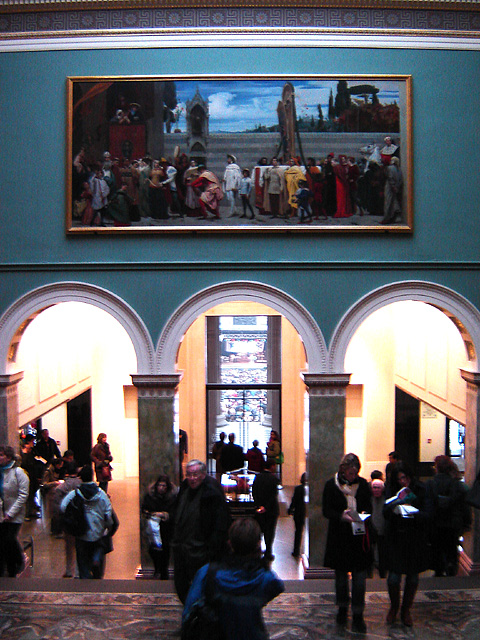
Interiér Národní galerie.

Roku 1906 byla získána Velázquezova Venušina toaleta, první dílo pořízené z prostředků Národního fondu uměleckých sbírek. Plátno obrazu bylo však roku 1914 rozřezáno militantní sufražetkou Mary Richardsonovou, při jednom z mála politických protestů v galerii. V roce 1906 přislíbil sir Hugh Lane galerii 39 impresionistických děl ze své sbírky, mezi nimi například Renoirovy Deštníky. Díky fondu, který roku 1923 založil Samuel Courtauld, mohly být pořízeny moderní umělecké práce, například obraz George Seurata Koupání v Asnières.
V době druhé světové války byly obrazy z bezpečnostních důvodů přemístěny do břidlicového lomu v Manod poblíž Blaenau Ffestiniogu v severním Walesu, zatímco v prázdných místnostech galerie se pro povzbuzení morálky národa denně pořádaly recitály Myry Hessové a dalších. Od roku 1941 byl pak na základě požadavků uměnímilovné veřejnosti každý měsíc vybrán jeden obraz, který byl v galerii následující měsíc vystavován. Umělecké sbírky se do budovy galerie navrátily v roce 1945.
V poválečné době se nákup obrazů stal pro Národní galerii obtížným, jelikož ceny obrazů starých mistrům, ale také impresionistů a post-impresionistů, se vyšplhaly nad finanční možnosti galerie. Některé z nejvýznamnějších přírůstků jako například Da Vinciho obraz Madona s dítětem, svatou Annou a Janem Křtitelem by si galerie nemohla dovolit bez prostředků vybraných ve veřejných sbírkách. Významnou podporou pro galerii byly také dary soukromých osob. V roce 1985 přispěli lord Sainsbury a jeho bratři na výstavbu nového křídla budovy, které nese jejich jméno.
Roku 1996 bylo přijato rozhodnutí, že ve sbírkách Národní galerie budou obrazy vzniklé před rokem 1900, a tak asi 60 obrazů vytvořených po roce 1900 bylo v roce 1997 přesunuto do Tate Gallery jako dlouhodobá zápůjčka, výměnou za díla Gaugina a dalších.

## Budova galerie

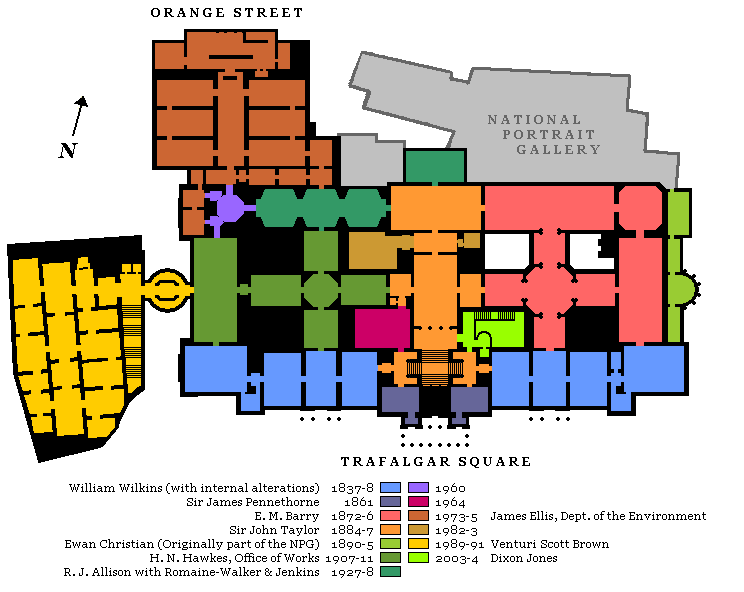
Plán přízemí Národní galerie.

Stavbu budovy galerie zahájil roku 1832 William Wilkins. Budova však mohla mít šíři pouze na jednu řadu místností, jelikož se hned za ní nacházely budovy chudobince a kasáren. Nedostatek prostorů byl dále komplikován tím, že ve východní části budovy se do roku 1868 nacházela Královská akademie umění.
Pro zvětšení výstavních prostor byla zvažována rekonstrukce budovy nebo přemístění sbírek do Kensingtonu, jehož výhodou byla i lepší kvalita ovzduší. Roku 1867 navrhl syn Charlese Barryho, Edward Middleton Barry, přestavbu a doporučil postavit masivní budovu se čtyřmi dómy. Tento návrh nebyl přijat a Barry poté, co byl zbořen chudobinec, přistavil v letech 1872 až 1876 rozsáhlé východní křídlo v novorenesančním stylu s obrovskou osmibokou galerií.
Pozdější dostavby vytvořily zrcadlový obraz Barryho přístavby, aby stavba získala symetrický tvar.
Nejvýznamnější dostavbou poslední doby je Sainsburyho křídlo určené expozici obrazů renesančních mistrů, roku 1991 jej projektovali postmoderní architekti Robert Venturi a Denise Scott Brown. Výstavní prostory této části jsou s historickou částí budovy propojeny chodbou.

## Ředitelé Národní galerie
| Ředitel                      | Funkční období                       |
| ---------------------------- | ------------------------------------ |
| Sir Charles Lock Eastlake    | 2. červenec 1855 – 24. prosinec 1865 |
| Sir William Boxall           | 13. únor 1866 – 1874                 |
| Sir Frederick William Burton | 20. únor 1874 – březen 1894          |
| Sir Edward Poynter           | duben 1894 – 1904                    |
| Sir Charles Holroyd          | 11. červen 1906 – červen 1916        |
| Sir Charles Holmes           | 4. srpen 1916 – prosinec 1928        |
| Sir Augustus Daniel          | leden 1929 – prosinec 1933           |
| Sir Kenneth Clark            | leden 1934 – prosinec 1945           |
| Sir Philip Hendy             | leden 1946 – prosinec 1967           |
| Sir Martin Davies            | leden 1968 – září 1973               |
| Sir Michael Levey            | říjen 1973 – prosinec 1986           |
| Neil MacGregor               | leden 1987 – květen 2002             |
| Dr Charles Saumarez Smith    | červenec 2002 – 2007                 |
| Sir Nicholas Penny           | 2008 – 2015                          |
| Gabriele Finaldi             | 2015 – dosud                         |